# Sjevernojemenski arapski
Sjevernojemenski arapski (sanaani arapski; ISO 639-3: ayn), arapski jezik kojim govore Sjevernojemenski Arapi na području nekadašnjeg Sjevernog Jemena, na jug sve do Dhamara.
Različit je od južnojemenskog [acq] i hadramautskog arapskog (hadrami, hadromi) [ayh]. 7 600 000 govornika (1996).

## Vanjske poveznice
- Ethnologue (14th)
- Ethnologue (15th)